# Lista de espécies de bonsai
Confira uma lista de espécies para bonsai abaixo.
- Acer
- Acerola
- Amora
- Araçá
- Aroeira
- Bougainvillea
- Buxinho
- Calistemo
- Camboim
- Carmona
- Castanha do Maranhão
- Cerejeira
- Dama-da-noite
- Eugênia
- Falsa-érica
- Ficus
- Gabiroba
- Ilex
- Ipê
- Jabuticaba
- Lantana
- Ligustro
- Macieira
- Malpighia
- Nandina
- Paineira
- Pau-mulato
- Pistache
- Pitangueira
- Pithecolobium
- Resedá
- Romã
- Serissa
- Schefflera
- Taxodium
- Ulmus